# Ragazze in catene
Ragazze in catene (Girls in Chains) è un film del 1943, diretto da Edgar G. Ulmer. 

## Trama
Johnny Moon è il capo di un racket molto potente in città, al punto che la giuria popolare in un processo a lui intentato per omicidio, del quale era palesemente colpevole, intimidita, lo assolve, guadagnandosi le rimostranze del giudice, che peraltro non può alterare il verdetto. Sua moglie Jean è al corrente delle attività illecite del marito ma, nonostante le insistenze della sorella Helen Martin, non se la sente di lasciarlo, amante com'è della bella vita che il crimine le assicura.
Marcus è un personaggio gravitante nel'orbita di Moon, e gestisce un riformatorio femminile che egli, interessato solo agli eventuali proventi, lascia cadere nella totale mancanza di serietà, senza ascoltare le giustificate proteste delle detenute, che anzi vengono sottoposte a maltrattamenti. Accade che ad assumere il ruolo di insegnante e psicologa all'interno del riformatorio sia proprio Helen Martin, che non tarda a rendersi conto della situazione in cui versa l'istituzione.
L'investigatore Frank Donovan della polizia, alla ricerca di prove per incriminare Moon, si affida a Helen: la neo-assunta, parlando con la detenuta Rita Randall, ex-amante di Moon e da questi abbandonata, riesce a venire a conoscenza di fatti che, una volta riferiti al governatore, potrebbero "incastrare" il malavitoso. Ma Moon, venuto a sapere di questo tentativo di incriminarlo, uccide Rita.
Moon riuscirebbe a farla franca ancora una volta se non fosse per l'intervento di Lionel Cleeter, un tempo fedele collaboratore di McCarthy, un politico colluso acquiescente nei confronti del boss, ma ora pentito e deciso a rivalersi. Cleeter è stato testimone, non visto, dell'omicidio di Rita: quando Moon se ne rende conto manda uno dei suoi uomini ad eliminarlo. Cleeter tuttavia sopravvive, e, dal suo letto d'ospedale, riesce a testimoniare contro Moon che, inseguito dalla polizia, viene ucciso.